# Депутати ВР УРСР 8-го скликання
13 червня 1971 р. обрано 484 депутати, 8 депутатів дообрано за період 1971—1974 років
| Прізвище, ім'я, по-батькові             | Де обраний                | Виборчий округ                    | Посада на час обрання | Примітки                                                           |
| --------------------------------------- | ------------------------- | --------------------------------- | --- | ------------------------------------------------------------------ |
| Абрамчук Ганна Іванівна                 | Хмельницька область       | Деражнянський                     | Голова колгоспу імені Шевченка (Деражнянського району)                                                                                |                                                                    |
| Авілов Олег Володимирович               | Вінницька область         | Шаргородський                     | Завідувач відділу хімічної промисловості ЦК КПУ                                                                                       |                                                                    |
| Агаркова Валентина Василівна            | Сумська область           | Краснопільський                   | Робітниця Угроїдського цукрового комбінату (Краснопільського району)                                                                  |                                                                    |
| Азаров Володимир Миколайович            | Ворошиловградська область | Новопсковський                    | 2-й секретар Ворошиловградського обласного комітету КПУ                                                                               |                                                                    |
| Азаров Микола Трифонович                | Донецька область          | Шахтарський                       | Бригадир комплексної бригади робітників очисного вибою шахти «Постниківська» № 1 комбінату «Шахтарськантрацит»                        |                                                                    |
| Акімов Анатолій Андрійович              | Львівська область         | Червоноградський                  | Бригадир робітників очисного вибою шахти № 8 «Великомостівська» комбінату «Укрзахідвугілля»                                           |                                                                    |
| Алексенко Володимир Аврамович           | Запорізька область        | Мелітопольський міський           | Командувач 5-ї повітряної армії Одеського військового округу, генерал-лейтенант авіації                                               |                                                                    |
| Алмазова Любов Михайлівна               | Ворошиловградська область | Кам'янобродський                  | Ткаля Ворошиловградського тонкосуконного комбінату                                                                                    |                                                                    |
| Андреєвський Валентин Павлович          | Харківська область        | Червонозаводський                 | Регулювальник Харківського електромеханічного заводу                                                                                  |                                                                    |
| Андріанов Володимир Миколайович         | Миколаївська область      | Ленінський                        | Директор Миколаївського суднобудівного заводу імені 61 Комунара                                                                       |                                                                    |
| Андріанов Сергій Миколайович            | Дніпропетровська область  | Петровський                       | Заступник Голови Ради Міністрів УРСР                                                                                                  |                                                                    |
| Андріяш Ганна Іванівна                  | Хмельницька область       | Старокостянтинівський             | Доярка колгоспу імені Щорса (Старокостянтинівського району)                                                                           |                                                                    |
| Ануфрієва Ольга Сергіївна               | Київ                      | Артемівський                      | Розкрійниця 6-ї Київської взуттєвої фабрики                                                                                           |                                                                    |
| Анципович Клавдія Сазонтівна            | Сумська область           | Шосткинський                      | Бригадир лабораторії звукотехнічних плівок Шосткинського хімічного комбінату                                                          |                                                                    |
| Арешкович Василь Данилович              | Одеська область           | Ширяївський                       | Міністр промислового будівництва УРСР                                                                                                 |                                                                    |
| Артамонов Володимир Олександрович       | Дніпропетровська область  | Комінтернівський                  | 1-й секретар Криворізького міського комітету КПУ                                                                                      |                                                                    |
| Бабенко Ніна Іванівна                   | Полтавська область        | Решитилівський                    | Завідувачка тваринницької ферми колгоспу імені Жданова (Решетилівського району)                                                       |                                                                    |
| Бабенко Павло Карпович                  | Хмельницька область       | Красилівський                     | 1-й секретар Красилівського районного комітету КПУ                                                                                    |                                                                    |
| Бабич Дмитро Іванович                   | Житомирська область       | Андрушівський                     | Ланковий механізованої ланки колгоспу «Перемога» (Андрушівського району)                                                              |                                                                    |
| Бабич Юрій Петрович                     | Дніпропетровська область  | Інгулецький                       | Голова виконкому Криворізької міської ради                                                                                            |                                                                    |
| Бабійчук Ростислав Володимирович        | Миколаївська область      | Баштанський                       | Міністр культури УРСР |                                                                    |
| Багратуні Георгій Рубенович             | Дніпропетровська область  | Дзержинський                      | Міністр монтажних і спеціальних будівельних робіт УРСР                                                                                |                                                                    |
| Бажан Микола Платонович                 | Ворошиловградська область | Ровеньківський                    | Поет, головний редактор Української радянської енциклопедії                                                                           |                                                                    |
| Бажанов Юрій Павлович                   | Харківська область        | Чугуївський                       | Начальник Військової Артилерійської радіотехнічної академії ППО, маршал артилерії                                                     | 8 січня 1975 помер                                                 |
| Базилевич Наталія Карпівна              | Харківська область        | Краснокутський                    | Бригадир комплексної бригади колгоспу «Маяк» (Краснокутського району)                                                                 |                                                                    |
| Бакланов Григорій Митрофанович          | Ровенська область         | Костопільський                    | Міністр промисловості будівельних матеріалів УРСР                                                                                     |                                                                    |
| Балагурак Марія Степанівна              | Івано-Франківська область | Косівський                        | Килимарниця Косівської фабрики художніх виробів                                                                                       |                                                                    |
| Бандровський Генріх Йосипович           | Львівська область         | Львівський-Ленінський             | 1-й секретар Львівського міського комітету КПУ                                                                                        |                                                                    |
| Барановський Анатолій Максимович        | Полтавська область        | Лохвицький                        | Міністр фінансів УРСР |                                                                    |
| Барановський Василь Володимирович       | Вінницька область         | Могилів-Подільський               | Токар Могилів-Подільського машинобудівного заводу імені Кірова                                                                        |                                                                    |
| Бахтін Юрій Георгійович                 | Кримська область          | Алуштинський                      | 1-й секретар Сімферопольського районного комітету КПУ                                                                                 |                                                                    |
| Беднягін Анатолій Іванович              | Київська область          | Бориспільський                    | Член Військової ради — начальник Політуправління Київського військового округу, генерал-лейтенант                                     |                                                                    |
| Безрук Павло Федорович                  | Івано-Франківська область | Снятинський                       | 2-й секретар Івано-Франківського обласного комітету КПУ                                                                               |                                                                    |
| Бєлікова Лідія Іванівна                 | Ворошиловградська область | Рубіжанський                      | Апаратниця Рубіжанського хімічного комбінату                                                                                          |                                                                    |
| Біба Марія Дмитрівна                    | Донецька область          | Горлівський-Калінінський          | Старший апаратник Горлівського хімічного комбінату імені Серго Орджонікідзе                                                           |                                                                    |
| Білаонов Павло Семенович                | Івано-Франківська область | Рожнятівський                     | Командувач 38-ї армії Прикарпатського військового округу, генерал-лейтенант                                                           |                                                                    |
| Білий Михайло Улянович                  | Київ                      | Червоноармійський                 | Ректор Київського державного університету імені Т. Г. Шевченка                                                                        |                                                                    |
| Білоконь Олександра Григорівна          | Дніпропетровська область  | Центрально-Міський                | Директор Криворізької середньої школи № 25                                                                                            |                                                                    |
| Білоус Мечислав Дмитрович               | Вінницька область         | Хмільницький                      | 1-й секретар Хмільницького районного комітету КПУ                                                                                     |                                                                    |
| Біров Антонін Олександрович             | Закарпатська область      | Виноградівський                   | Голова колгоспу «Прикордонник» (Виноградівського району)                                                                              |                                                                    |
| Бобинець Ганна Михайлівна               | Закарпатська область      | Міжгірський                       | Доярка колгоспу «Заповіт Ілліча» (Міжгірського району)                                                                                |                                                                    |
| Бойко Віктор Григорович                 | Дніпропетровська область  | Придніпровський                   | Голова виконкому Дніпропетровської міської ради                                                                                       |                                                                    |
| Бойко Костянтин Петрович                | Чернігівська область      | Щорський                          | Керуючий справами Ради Міністрів УРСР                                                                                                 |                                                                    |
| Бойко Степан Карпович                   | Полтавська область        | Диканський                        | Голова виконкому Полтавської обласної ради                                                                                            |                                                                    |
| Бойцун Стефанія Костянтинівна           | Тернопільська область     | Тернопільський                    | Голова колгоспу «Червоний маяк» (Тернопільського району)                                                                              |                                                                    |
| Бориско Василь Никифорович              | Кіровоградська область    | Новомиргородський                 | Голова колгоспу імені Чкалова (Новомиргородського району)                                                                             |                                                                    |
| Боровик Галина Дмитрівна                | Одеська область           | Великомихайлівський               | Ланкова колгоспу «Україна» (Великомихайлівського району)                                                                              |                                                                    |
| Братусь Василь Дмитрович                | Житомирська область       | Житомирський                      | Міністр охорони здоров'я УРСР |                                                                    |
| Брацлавська Марія Харитонівна           | Вінницька область         | Немирівський                      | Доярка колгоспу «Україна» (Немирівського району)                                                                                      |                                                                    |
| Бублик Ніна Федорівна                   | Дніпропетровська область  | Красногвардійський                | Токар-револьверник Дніпропетровського заводу радіорелейних приладів                                                                   |                                                                    |
| Букир Марія Петрівна                    | Харківська область        | Шевченківський                    | Трактористка радгоспу «Мартівський» (Чугуївського району)                                                                             |                                                                    |
| Бурбела Ганна Яківна                    | Львівська область         | Жидачівський                      | Доярка радгоспу «Грусятицький» (Жидачівського району)                                                                                 |                                                                    |
| Бурка Михайло Йосипович                 | Київська область          | Фастівський                       | Голова Державного комітету Ради Міністрів УРСР у справах будівництва                                                                  |                                                                    |
| Бурмистров Олександр Олександрович      | Донецька область          | Дзержинський                      | Заступник Голови Ради Міністрів УРСР                                                                                                  |                                                                    |
| Буряк Ганна Панасівна                   | Кіровоградська область    | Світловодський                    | Машиніст мостового крану виробничого об'єднання «Дніпроенергобудіндустрія» (м. Світловодськ)                                          |                                                                    |
| Бутенко Леонід Якович                   | Одеська область           | Київський                         | 1-й секретар Одеського міського комітету КПУ                                                                                          |                                                                    |
| Б'якова Людмила Андріївна               | Кримська область          | Київський                         | Швачка Сімферопольської швейної фабрики                                                                                               |                                                                    |
| Василів Олексій Федорович               | Львівська область         | Стрийський                        | Буровий майстер по ремонту газових свердловин Стрийського газопромислового управління                                                 |                                                                    |
| Васляєв Володимир Олександрович         | Миколаївська область      | Врадіївський                      | 1-й секретар Миколаївського обласного комітету КПУ                                                                                    |                                                                    |
| Ватченко Олексій Федосійович            | Дніпропетровська область  | Магдалинівський                   | 1-й секретар Дніпропетровського обласного комітету КПУ                                                                                |                                                                    |
| Вахула Михайло Георгійович              | Львівська область         | Львівський-Центральний            | Токар Львівського заводу автонавантажувачів                                                                                           |                                                                    |
| Вашуленко Ганна Володимирівна           | Київська область          | Макарівський                      | Зоотехнік колгоспу «Комінтерн» (Бородянського району)                                                                                 |                                                                    |
| Ващенко Віра Марківна                   | Полтавська область        | Кременчуцький міський             | Слюсар Крюківського вагонобудівного заводу (м. Кременчук)                                                                             |                                                                    |
| Ващенко Григорій Іванович               | Харківська область        | Красноградський                   | 1-й секретар Харківського обласного комітету КПУ                                                                                      |                                                                    |
| Ведута Павло Пилипович                  | Одеська область           | Березівський                      | Голова колгоспу імені ХХІІ з'їзду КПРС (Березівського району)                                                                         |                                                                    |
| Вилегжаніна Жанна Глібівна              | Запорізька область        | Запорізький-Орджонікідзевський    | Бригадир штампувальників Запорізького механічного заводу                                                                              |                                                                    |
| Висоцька Лідія Ільківна                 | Львівська область         | Самбірський                       | Доярка колгоспу імені 17 Вересня (Самбірського району)                                                                                |                                                                    |
| Власов Василь Іванович                  | Київ                      | Шевченківський                    | Директор Київського машинобудівного заводу імені Артема                                                                               |                                                                    |
| Власенко Любов Наумівна                 | Житомирська область       | Олевський                         | Формувальниця Олевського фарфорового заводу                                                                                           |                                                                    |
| Войтова Докія Андріївна                 | Хмельницька область       | Чемеровицький                     | Агроном колгоспу імені Леніна (Чемеровецького району)                                                                                 |                                                                    |
| Воліков Василь Гаврилович               | Донецька область          | Краснолиманський                  | Машиніст електровоза локомотивного депо Красний Лиман Донецької залізниці                                                             |                                                                    |
| Воробець Марта Михайлівна               | Івано-Франківська область | Рогатинський                      | Ланкова колгоспу імені Маяковського (Рогатинського району)                                                                            |                                                                    |
| Воронов Володимир Іванович              | Кримська область          | Бахчисарайський                   | Командувач авіації Чорноморського флоту, генерал-майор                                                                                |                                                                    |
| В'юницький Петро Якович                 | Чернігівська область      | Срібнянський                      | Головний агроном колгоспу імені Калініна (Варвинського району)                                                                        |                                                                    |
| В'ялова Людмила Іванівна                | Кримська область          | Орджонікідзевський                | Бригадир свиноферми радгоспу «Семисотка» (Ленінського району)                                                                         |                                                                    |
| Гаврилова Тетяна Андріївна              | Черкаська область         | Тальнівський                      | Голова колгоспу «Здобуток Жовтня» (Тальнівського району)                                                                              |                                                                    |
| Гаєвський Юрій Федорович                | Одеська область           | Болградський                      | Міністр місцевої промисловості УРСР                                                                                                   |                                                                    |
| Галко Ганна Іванівна                    | Хмельницька область       | Городоцький                       | Доярка колгоспу «Комуніст» (Городоцького району)                                                                                      |                                                                    |
| Гарбуз Анатолій Якович                  | Донецька область          | Петровський                       | Робітник очисного вибою шахтоуправління «Петровське» комбінату «Донецьквугілля»                                                       |                                                                    |
| Гаркуша Микола Андрійович               | Херсонська область        | Голопристанський                  | Міністр меліорації і водного господарства УРСР                                                                                        |                                                                    |
| Гаркуша Ольга Федорівна                 | Черкаська область         | Городищенський                    | Апаратниця Городищенського цукрового комбінату                                                                                        |                                                                    |
| Герасимчук Василь Макарович             | Волинська область         | Володимир-Волинський              | Голова колгоспу «Комсомолець» (Володимир-Волинського району)                                                                          |                                                                    |
| Геращенко Віра Данилівна                | Харківська область        | Богодухівський                    | Зоотехнік колгоспу «Вперед» (Богодухівського району)                                                                                  |                                                                    |
| Гергелюк Домна Калениківна              | Ровенська область         | Ровенський міський                | Прядильниця Ровенського льонокомбінату імені Комсомолу України                                                                        |                                                                    |
| Гиндич Трохим Олександрович             | Черкаська область         | Маньківський                      | Голова колгоспу імені В. С. Близнюка (Маньківського району)                                                                           |                                                                    |
| Глух Федір Кирилович                    | Чернігівська область      | Новгород-Сіверський               | Прокурор УРСР |                                                                    |
| Глухов Захар Миколайович                | Донецька область          | Мар'їнський                       | 1-й секретар Мар'їнського районного комітету КПУ                                                                                      |                                                                    |
| Гмиря Надія Андріївна                   | Донецька область          | Приморський                       | Сітков'язальниця Ждановської сітков'язальної фабрики                                                                                  |                                                                    |
| Голобородько Ілля Іванович              | Херсонська область        | Бериславський                     | Керуючий справами ЦК КПУ |                                                                    |
| Головченко Іван Харитонович             | Ворошиловградська область | Кіровський                        | Міністр внутрішніх справ УРСР |                                                                    |
| Головченко Федір Петрович               | Миколаївська область      | Братський                         | Міністр автомобільного транспорту УРСР                                                                                                |                                                                    |
| Голубєв Сергій Васильович               | Львівська область         | Турківський                       | 1-й заступник командувача Військово-повітряних сил Південної групи військ, генерал-майор                                              |                                                                    |
| Гончаренко Борис Трохимович             | Полтавська область        | Кременчуцький                     | Завідувач відділу машинобудування ЦК КПУ                                                                                              |                                                                    |
| Гончаренко Раїса Іванівна               | Черкаська область         | Черкаський-Заводський             | Прядильниця прядильного цеху № 1 Черкаського заводу хімічного волокна                                                                 |                                                                    |
| Гончарова Зоя Юхимівна                  | Херсонська область        | Великоолександрівський            | Головний лікар Золотобалківської дільничої лікарні Нововоронцовського району                                                          |                                                                    |
| Горбань Василь Мусійович                | Донецька область          | Старобешівський                   | 1-й заступник командувача військ Київського військового округу, генерал-лейтенант танкових військ                                     |                                                                    |
| Горбач Михайло Іванович                 | Чернігівська область      | Прилуцький                        | Комбайнер колгоспу «Правда» (Прилуцького району)                                                                                      |                                                                    |
| Горішний Василь Михайлович              | Тернопільська область     | Тернопільський міський            | Слюсар Тернопільського заводу «Тернопільсільмаш»                                                                                      |                                                                    |
| Городецький Георгій Дмитрович           | Чернігівська область      | Носівський                        | Командувач 1-ї гвардійської армії Київського військового округу, генерал-лейтенант                                                    |                                                                    |
| Горяшко Олексій Маркіянович             | Київ                      | Першотравневий                    | Начальник Українського управління цивільної авіації                                                                                   |                                                                    |
| Грабовський Олександр Володимирович     | Київська область          | Чорнобильський                    | 1-й секретар Чорнобильського районного комітету КПУ                                                                                   |                                                                    |
| Грибова Олександра Григорівна           | Ворошиловградська область | Червонопартизанський              | Доярка колгоспу «Заповіти Леніна» (Свердловського району)                                                                             |                                                                    |
| Гриценко Галина Миколаївна              | Донецька область          | Костянтинівський                  | Шліфувальниця Костянтинівського заводу «Автоскло»                                                                                     |                                                                    |
| Громійчук Пелагея Тимофіївна            | Кіровоградська область    | Голованівський                    | Ланкова-буряковод колгоспу імені ХХ з'їзду КПРС (Голованівського району)                                                              |                                                                    |
| Грунянський Іван Іванович               | Закарпатська область      | Рахівський                        | Міністр лісової і деревообробної промисловості УРСР                                                                                   |                                                                    |
| Гузєв Віктор Степанович                 | Запорізька область        | Запорізький-Заводський            | Старший сталевар Запорізького заводу «Дніпроспецсталь»                                                                                |                                                                    |
| Гура Катерина Михайлівна                | Харківська область        | Люботинський                      | Ланкова радгоспу «Пісочинський» (Харківського району)                                                                                 |                                                                    |
| Гурін Анатолій Олександрович            | Сумська область           | Тростянецький                     | Машиніст-інструктор локомотивного депо Смородине                                                                                      |                                                                    |
| Гуровий Юрій Андрійович                 | Харківська область        | Жовтневий                         | Голова виконкому Харківської міської ради                                                                                             |                                                                    |
| Гурський Віктор В'ячеславович           | Херсонська область        | Комсомольський                    | Бригадир судно-столярів Херсонського суднобудівного заводу                                                                            |                                                                    |
| Гусєв Володимир Олексійович             | Київ                      | Дарницький                        | Голова виконкому Київської міської ради                                                                                               |                                                                    |
| Давиденко Микола Степанович             | Ворошиловградська область | Сватовський                       | Голова виконкому Ворошиловградської обласної ради                                                                                     |                                                                    |
| Даденков Юрій Миколайович               | Харківська область        | Дзержинський                      | Міністр вищої і середньої спеціальної освіти УРСР                                                                                     |                                                                    |
| Даниленко Іван Якович                   | Одеська область           | Білгород-Дністровський            | Бригадир тракторної бригади колгоспу «Знамя Ленина» (Білгород-Дністровського району)                                                  |                                                                    |
| Дегтярьов Володимир Іванович            | Донецька область          | Торезький                         | 1-й секретар Донецького обласного комітету КПУ                                                                                        |                                                                    |
| Дегтярьов Іван Іванович                 | Ворошиловградська область | Свердловський                     | Бригадир прохідників шахти № 66 комбінату «Свердловантрацит» (м. Свердловськ)                                                         |                                                                    |
| Демидов Віктор Митрофанович             | Чернігівська область      | Чернігівський                     | 2-й секретар Чернігівського обласного комітету КПУ                                                                                    |                                                                    |
| Демченко Анастасія Іванівна             | Полтавська область        | Пирятинський                      | Свинарка колгоспу «Авангард» (Пирятинського району)                                                                                   |                                                                    |
| Дикусаров Володимир Григорович          | Закарпатська область      | Берегівський                      | 2-й секретар Закарпатського обласного комітету КПУ                                                                                    |                                                                    |
| Димура Євген Антонович                  | Донецька область          | Орджонікідзевський                | Старший оператор рейкобалкового цеху Ждановського металургійного заводу «Азовсталь» імені Серго Орджонікідзе                          |                                                                    |
| Диптан Ольга Климівна                   | Київська область          | Васильківський                    | Ланкова колгоспу імені Ілліча (Васильківського району)                                                                                |                                                                    |
| Дігтяр Ольга Данилівна                  | Полтавська область        | Полтавський-Ленінський            | Слюсар Полтавського заводу газорозрядних ламп імені Комсомолу України                                                                 |                                                                    |
| Дмитрук Віра Максимівна                 | Ровенська область         | Березнівський                     | Голова президії Українського товариства дружби і культурного зв'язку із зарубіжними країнами                                          |                                                                    |
| Довженко Валентина Тимофіївна           | Одеська область           | Біляївський                       | Бригадир радгоспу «Родина» (Біляївського району)                                                                                      |                                                                    |
| Долгополова Ніна Андріївна              | Ворошиловградська область | Молодогвардійський                | Помічник бригадира радгоспу імені Пархоменка (Краснодонського району)                                                                 |                                                                    |
| Долинюк Євгенія Олексіївна              | Тернопільська область     | Борщівський                       | Ланкова колгоспу імені ХХІІ з'їзду КПРС (Борщівського району)                                                                         |                                                                    |
| Дончук Галина Олександрівна             | Одеська область           | Балтський                         | Доярка колгоспу імені Леніна (Балтського району)                                                                                      |                                                                    |
| Дорохович Микола Юхимович               | Одеська область           | Чорноморський                     | Бригадир портових робітників Іллічівського морського торговельного порту                                                              |                                                                    |
| Дупко Ельвіра Павлівна                  | Закарпатська область      | Свалявський                       | Полірувальниця меблів Свалявського лісокомбінату                                                                                      |                                                                    |
| Ерфан Павло Петрович                    | Закарпатська область      | Хустський                         | Тракторист колгоспу імені Леніна (Хустського району)                                                                                  |                                                                    |
| Єгудін Ілля Абрамович                   | Кримська область          | Красногвардійський                | Голова колгоспу «Дружба народів» (Красногвардійського району)                                                                         |                                                                    |
| Єльченко Юрій Никифорович               | Львівська область         | Пустомитівський                   | 2-й секретар Львівського обласного комітету КПУ                                                                                       |                                                                    |
| Єсаулов Олександр Трохимович            | Дніпропетровська область  | Індустріальний                    | Директор Нижньодніпровського трубопрокатного заводу імені Карла Лібкнехта                                                             |                                                                    |
| Желюк Пилип Олексійович                 | Вінницька область         | Тульчинський                      | Голова колгоспу імені Суворова (Тульчинського району)                                                                                 |                                                                    |
| Журавльов Василь Іванович               | Одеська область           | Жовтневий                         | Боцман теплоходу «Котовський» Чорноморського пароплавства                                                                             |                                                                    |
| Журавський Петро Овер'янович            | Черкаська область         | Жашківський                       | Ланковий механізованої ланки колгоспу «Прогрес» (Жашківського району)                                                                 |                                                                    |
| Забіяка Лідія Павлівна                  | Чернігівська область      | Ічнянський                        | Доярка колгоспу імені Жовтневої революції (Ічнянського району)                                                                        |                                                                    |
| Заглада Надія Григорівна                | Житомирська область       | Радомишльський                    | Ланкова-льонарка колгоспу імені 1 Травня (Черняхівського району)                                                                      |                                                                    |
| Загорулько Ілля Іванович                | Ровенська область         | Сарненський                       | 2-й секретар Ровенського обласного комітету КПУ                                                                                       |                                                                    |
| Заїчко Олексій Якович                   | Черкаська область         | Уманський                         | Голова виконкому Уманської районної ради                                                                                              |                                                                    |
| Зайковська Тетяна Олексіївна            | Волинська область         | Ківерцівський                     | Завідувачка дитячого відділення Ківерцівської районної лікарні                                                                        |                                                                    |
| Зайчук Володимир Гнатович               | Київська область          | Ірпінський                        | Міністр юстиції УРСР |                                                                    |
| Замула Василь Никифорович               | Чернігівська область      | Коропський                        | Голова виконкому Чернігівської обласної ради                                                                                          |                                                                    |
| Захарченко Григорій Іванович            | Ворошиловградська область | Сєверодонецький                   | Старший апаратник Сєверодонецького хімічного комбінату                                                                                |                                                                    |
| Зелений Павло Петрович                  | Житомирська область       | Коростенський                     | Машиніст тепловоза Коростенського локомотивного депо                                                                                  |                                                                    |
| Злобін Геннадій Карпович                | Харківська область        | Комінтернівський                  | Завідувач відділу будівництва і міського господарства ЦК КПУ                                                                          |                                                                    |
| Знак Емілія Степанівна                  | Львівська область         | Львівський-Шевченківський         | Швачка фабрики № 2 Львівської швейної фірми «Маяк»                                                                                    |                                                                    |
| Золотов Семен Митрофанович              | Хмельницька область       | Кам'янець-Подільський             | Член Військової ради — начальник Політуправління Центральної групи військ, генерал-лейтенант                                          |                                                                    |
| Зуєв Олександр Опанасович               | Донецька область          | Макіївський-Войковський           | 2-й секретар Донецького обласного комітету КПУ                                                                                        |                                                                    |
| Іванов Борис Олексійович                | Волинська область         | Камінь-Каширський                 | Начальник військ Західного прикордонного округу КДБ СРСР, генерал-лейтенант                                                           |                                                                    |
| Іванов Микола Максимович                | Донецька область          | Красноармійський                  | Міністр легкої промисловості УРСР |                                                                    |
| Іванов Олександр Михайлович             | Кримська область          | Джанкойський                      | Головний агроном радгоспу «Новоджанкойський» (Джанкойського району)                                                                   |                                                                    |
| Іванова Яніна Григорівна                | Вінницька область         | Козятинський                      | Бригадир молочнотоварної ферми радгоспу Юзефо-Миколаївського цукрового комбінату (Козятинського району)                               |                                                                    |
| Іващенко Марія Іванівна                 | Запорізька область        | Запорізький-Димитровський         | Шліфувальниця Запорізького моторобудівного заводу                                                                                     |                                                                    |
| Іващенко Олександр Венедиктович         | Сумська область           | Глухівський                       | Завідувач відділу планових і фінансових органів ЦК КПУ                                                                                |                                                                    |
| Ізюмов Анатолій Федорович               | Харківська область        | Зміївський                        | Бригадир бригади слюсарів-монтажників Зміївської ДРЕС                                                                                 |                                                                    |
| Ілляш Іван Микитович                    | Тернопільська область     | Зборівський                       | Голова виконкому Тернопільської обласної ради                                                                                         |                                                                    |
| Ільків Степанія Омелянівна              | Івано-Франківська область | Галицький                         | Трактористка колгоспу «Зоря» (Галицького району)                                                                                      |                                                                    |
| Кайкан Петро Федорович                  | Івано-Франківська область | Богородчанський                   | Голова виконкому Івано-Франківського обласної ради                                                                                    |                                                                    |
| Калій Наталія Сергіївна                 | Сумська область           | Кролевецький                      | Свинарка колгоспу імені Мічуріна (Кролевецького району)                                                                               |                                                                    |
| Кальченко Никифор Тимофійович           | Тернопільська область     | Гусятинський                      | 1-й заступник Голови Ради Міністрів УРСР                                                                                              |                                                                    |
| Каменєва Майя Михайлівна                | Кіровоградська область    | Новоархангельський                | Ланкова колгоспу «Победа» (Маловисківського району)                                                                                   |                                                                    |
| Капто Олександр Семенович               | Ворошиловградська область | Краснодонський                    | 1-й секретар ЦК ЛКСМУ |                                                                    |
| Карпов Володимир Федорович              | Донецька область          | Ждановський-Іллічівський          | Директор Ждановського заводу важкого машинобудування                                                                                  |                                                                    |
| Касіян Василь Ілліч                     | Івано-Франківська область | Надвірнянський                    | Завідувач кафедри Київського художнього інституту                                                                                     |                                                                    |
| Касьян Ганна Іванівна                   | Кримська область          | Кіровський                        | Бригадир виноградарської бригади радгоспу «Жемчужний» (Кіровського району)                                                            |                                                                    |
| Качаловський Євген Вікторович           | Дніпропетровська область  | Амур-Нижньодніпровський           | 1-й секретар Дніпропетровського міського комітету КПУ                                                                                 |                                                                    |
| Качура Борис Васильович                 | Донецька область          | Жовтневий                         | 1-й секретар Ждановського міського комітету КПУ                                                                                       |                                                                    |
| Квач Ганна Пилипівна                    | Ворошиловградська область | Станично-Луганський               | Доярка колгоспу «Україна» (Біловодського району)                                                                                      |                                                                    |
| Кириченко Софія Макарівна               | Полтавська область        | Хорольський                       | Ланкова колгоспу «Україна» (Миргородського району)                                                                                    |                                                                    |
| Киясь Іван Трохимович                   | Донецька область          | Сніжнянський                      | Машиніст вугільного комбайну шахтоуправління комбінату «Торезантрацит»                                                                |                                                                    |
| Клепко Лариса Олександрівна             | Ворошиловградська область | Ленінський                        | Заступник головного лікаря 1-ї дитячої Ворошиловградської міської лікарні                                                             |                                                                    |
| Климчук Марія Марківна                  | Львівська область         | Радехівський                      | Скотар колгоспу імені Радянської Армії (Радехівського району)                                                                         |                                                                    |
| Коваленко Іван Маркович                 | Полтавська область        | Гадяцький                         | Буровий майстер Глинсько-Розбишевської партії Миргородської контори буріння                                                           |                                                                    |
| Коваленко Костянтин Степанович          | Одеська область           | Залізничний                       | Начальник Центрального статистичного управління при Раді Міністрів УРСР                                                               | 17 грудня 1971 помер                                               |
| Ковалько Станіслав Павлович             | Вінницька область         | Погребищенський                   | Бригадир комплексної будівельної бригади Погребищенської міжколгоспної будівельної організації                                        |                                                                    |
| Козак Ганна Петрівна                    | Житомирська область       | Овруцький                         | Доярка колгоспу імені Леніна (Овруцького району)                                                                                      |                                                                    |
| Козаченко Василь Павлович               | Кіровоградська область    | Кіровоградський міський           | Письменник, 1-й заступник голови правління — секретар парткому Спілки письменників України                                            |                                                                    |
| Кокоша Олександр Павлович               | Харківська область        | Вовчанський                       | 1-й секретар Вовчанського районного комітету КПУ                                                                                      |                                                                    |
| Колбатікова Олександра Федорівна        | Дніпропетровська область  | Нікопольський                     | Вальцювальниця Нікопольського Південнотрубного заводу                                                                                 |                                                                    |
| Колесник Феодосій Дмитрович             | Закарпатська область      | Перечинський                      | Голова правління Укоопспілки |                                                                    |
| Колотій Микола Петрович                 | Чернігівська область      | Бахмацький                        | Голова Українського міжколгоспного об'єднання по будівництву «Укрміжколгоспбуд»                                                       |                                                                    |
| Колотуха Яків Якович                    | Івано-Франківська область | Калуський                         | Секретар Президії Верховної Ради УРСР                                                                                                 |                                                                    |
| Консовський Михайло Владиславович       | Черкаська область         | Драбівський                       | Директор радгоспу імені Комінтерну (Чорнобаївського району)                                                                           |                                                                    |
| Корж Микола Панасович                   | Черкаська область         | Христинівський                    | Голова виконкому Черкаської обласної ради                                                                                             |                                                                    |
| Корнійчук Віктор Григорович             | Донецька область          | Амвросіївський                    | Наладчик сировинних і роторних млинів Амвросіївського цементного комбінату                                                            |                                                                    |
| Корнійчук Олександр Євдокимович         | Вінницька область         | Літинський                        | Письменник, секретар Правління Спілки письменників СРСР                                                                               | 14 травня 1972 помер                                               |
| Короленко Лідія Іванівна                | Донецька область          | Володарський                      | Головний зоотехнік колгоспу імені В. І. Леніна (Володарського району)                                                                 |                                                                    |
| Корольова Оксана Михайлівна             | Кримська область          | Євпаторійський                    | Завідувачка медичної частини Євпаторійського санаторію «Ударник»                                                                      |                                                                    |
| Костенко Раїса Якимівна                 | Кіровоградська область    | Олександрійський міський          | Викладач Олександрійського педагогічного училища                                                                                      |                                                                    |
| Кошевський Петро Сидорович              | Кіровоградська область    | Новоукраїнський                   | Голова виконкому Кіровоградської обласної ради                                                                                        |                                                                    |
| Кравець Ганна Миколаївна                | Львівська область         | Мостиський                        | Ланкова колгоспу імені Я. Галана (Мостиського району)                                                                                 |                                                                    |
| Кременицький Віктор Олександрович       | Житомирська область       | Ємільчинський                     | Голова виконкому Житомирської обласної ради                                                                                           |                                                                    |
| Крепостняк Лідія Іллівна                | Вінницька область         | Крижопільський                    | Лікар Соколівської дільничної лікарні Крижопільського району                                                                          |                                                                    |
| Кривенок Олексій Федорович              | Запорізька область        | Васильківський                    | Бригадир прохідників Запорізького залізорудного комбінату (м. Дніпрорудне)                                                            |                                                                    |
| Кривонос Петро Федорович                | Житомирська область       | Бердичівський                     | Начальник Південно-Західної залізниці                                                                                                 |                                                                    |
| Крижанівська Інна Іларіонівна           | Дніпропетровська область  | Жовтневий                         | Ректор Дніпропетровського медичного інституту                                                                                         |                                                                    |
| Крикун Серафим Іванович                 | Одеська область           | Татарбунарський                   | 1-й заступник голови Комітету державної безпеки при Раді Міністрів УРСР, генерал-майор                                                |                                                                    |
| Кричевський Юрій Йосипович              | Ворошиловградська область | Краснолуцький                     | Бригадир робітників очисного вибою шахтоуправління «Знамя коммунизма» комбінату «Донбасантрацит» (м. Красний Луч)                     |                                                                    |
| Кротова Людмила Михайлівна              | Дніпропетровська область  | Металургійний                     | Машиніст-оператор цеху «Блюмінг-1» Криворізького металургійного заводу імені В. І. Леніна                                             |                                                                    |
| Круглий Георгій Михайлович              | Одеська область           | Центральний                       | Директор Одеського судоремонтного заводу імені 50-річчя Радянської України                                                            |                                                                    |
| Круглич Геннадій Михайлович             | Київ                      | Радянський                        | Слюсар-складальник Київського приладобудівного заводу                                                                                 |                                                                    |
| Круглянко Марія Павлівна                | Чернівецька область       | Хотинський                        | Ланкова колгоспу імені Мічуріна (Кельменецького району)                                                                               |                                                                    |
| Кубишкін Олексій Ананійович             | Донецька область          | Центральний                       | 1-й секретар Донецького міського комітету КПУ                                                                                         |                                                                    |
| Кузенко Ганна Григорівна                | Чернівецька область       | Чернівецький-Ленінський           | Ткаля Чернівецького виробничого текстильного об'єднання «Восход»                                                                      |                                                                    |
| Кузик Григорій Йосипович                | Вінницька область         | Бершадський                       | Голова колгоспу імені ХХІІ з'їзду КПРС (Бершадського району)                                                                          |                                                                    |
| Кузьменко Микола Зіновійович            | Донецька область          | Макіївський-Червоногвардійський   | Робітник очисного вибою шахти «Чайкіно-Глибока» комбінату «Макіїввугілля»                                                             |                                                                    |
| Кузьменко Микола Ілліч                  | Львівська область         | Золочівський                      | 1-й секретар Золочівського районного комітету КПУ                                                                                     |                                                                    |
| Кулик Олексій Іванович                  | Київ                      | Чубарівський                      | Токар-карусельник Київського заводу «Більшовик»                                                                                       |                                                                    |
| Кулик Федір Володимирович               | Хмельницька область       | Новоушицький                      | Комбайнер колгоспу імені Горького (Віньковецького району)                                                                             |                                                                    |
| Кулініч Лідія Юхимівна                  | Сумська область           | Конотопський                      | Доярка радгоспу Дубов'язівського цукрового комбінату (Конотопського району)                                                           |                                                                    |
| Куліш Микола Юхимович                   | Миколаївська область      | Вознесенський                     | Голова виконкому Миколаївської обласної ради                                                                                          |                                                                    |
| Курган Владислав Герасимович            | Херсонська область        | Суворовський                      | 2-й секретар Херсонського обласного комітету КПУ                                                                                      |                                                                    |
| Куреєва Луїза Іванівна                  | Ворошиловградська область | Перевальський                     | Агроном відділку № 2 Червонопрапорної птахофабрики (Перевальського району)                                                            |                                                                    |
| Курченко Василь Єрофійович              | Полтавська область        | Глобинський                       | Голова колгоспу імені Мічуріна (Глобинського району)                                                                                  |                                                                    |
| Кусенко Ольга Яківна                    | Київська область          | Броварський                       | Артистка Київського державного академічного українського драматичного театру імені І.Франка                                           |                                                                    |
| Кутрань Анатолій Автономович            | Тернопільська область     | Збаразький                        | Слюсар Лановецького цукрового заводу                                                                                                  |                                                                    |
| Лавриненков Володимир Дмитрович         | Сумська область           | Путивльський                      | Командувач 8-ї Окремої армії ППО Київського округу ППО, генерал-полковник авіації                                                     |                                                                    |
| Ладані Ганна Михайлівна                 | Закарпатська область      | Мукачівський                      | Ланкова колгоспу імені Леніна (Мукачівського району)                                                                                  |                                                                    |
| Ландар Валентина Василівна              | Кримська область          | Роздольненський                   | Ланкова колгоспу «Советская Родина» (Роздольненського району)                                                                         |                                                                    |
| Ласюк Марія Петрівна                    | Вінницька область         | Тростянецький                     | Ланкова колгоспу «Перемога» (Тростянецького району)                                                                                   |                                                                    |
| Лебедь Анатолій Олексійович             | Ворошиловградська область | Слов'яносербський                 | Бригадир тракторно-польової бригади радгоспу «Прапор» (с. Кримське Слов'яносербського району)                                         |                                                                    |
| Левицька Параска Іванівна               | Івано-Франківська область | Івано-Франківський міський        | Швачка Івано-Франківської фабрики художніх виробів імені Рози Люксембург                                                              |                                                                    |
| Левицький Степан Антонович              | Дніпропетровська область  | Марганецький                      | Бригадир вибійників шахти № 8 Марганецького гірничо-збагачувального комбінату                                                         |                                                                    |
| Левчик Валентина Миколаївна             | Черкаська область         | Золотоніський                     | Доярка колгоспу «Більшовик» (Золотоніського району)                                                                                   |                                                                    |
| Левчук Тимофій Васильович               | Львівська область         | Городоцький                       | Кінорежисер, 1-й секретар правління Спілки кінематографістів УРСР                                                                     |                                                                    |
| Легунов Григорій Андрійович             | Херсонська область        | Генічеський                       | Голова колгоспу «Грузія» (Генічеського району)                                                                                        |                                                                    |
| Ленчинський Віктор Петрович             | Чернівецька область       | Кельменецький                     | 2-й секретар Чернівецького обласного комітету КПУ                                                                                     |                                                                    |
| Леончук Микола Костянтинович            | Донецька область          | Артемівський                      | Начальник комбінату «Донецькважбуд»                                                                                                   |                                                                    |
| Лисенко Володимир Антонович             | Сумська область           | Білопільський                     | 2-й секретар Сумського обласного комітету КПУ                                                                                         |                                                                    |
| Лисенко Павлина Микитівна               | Черкаська область         | Шполянський                       | Свинарка колгоспу імені Шевченка (Катеринопільського району)                                                                          |                                                                    |
| Литвиненко Адель Миколаївна             | Донецька область          | Макіївський-Кіровський            | Машиніст-оператор прокатного стану Макіївського металургійного заводу імені Кірова                                                    |                                                                    |
| Литвинов Євген Леонтійович              | Київ                      | Жовтневий                         | 2-й секретар Київського обласного комітету КПУ                                                                                        |                                                                    |
| Лілік Ганна Йосипівна                   | Чернігівська область      | Бобровицький                      | Агроном бурякорадгоспу імені Дзержинського Бобровицького цукрокомбінату (Бобровицького району)                                        |                                                                    |
| Лісовий Тимофій Григорович              | Хмельницька область       | Волочиський                       | Голова виконкому Хмельницької обласної ради                                                                                           |                                                                    |
| Лобода Олександр Павлович               | Київська область          | Таращанський                      | Тракторист колгоспу «Прогрес» (Таращанського району)                                                                                  |                                                                    |
| Логвин Олена Іванівна                   | Дніпропетровська область  | Орджонікідзевський                | Голова колгоспу «Зоря комунізму» (Апостолівського району)                                                                             |                                                                    |
| Лозова Алла Іванівна                    | Донецька область          | Дебальцівський                    | Електромеханік Дебальцівської дистанції сигналізації і зв'язку Донецької залізниці                                                    |                                                                    |
| Локтіонова Євгенія Тихонівна            | Донецька область          | Дружківський                      | Токар Дружківського машинобудівного заводу                                                                                            |                                                                    |
| Лубенець Григорій Кузьмич               | Кіровоградська область    | Знам'янський                      | Міністр будівництва підприємств важкої індустрії УРСР                                                                                 |                                                                    |
| Луговський Олексій Іванович             | Ворошиловградська область | Комунарський                      | Сталевар мартенівського цеху Комунарського металургійного заводу                                                                      |                                                                    |
| Лук'янов Борис Миколайович              | Хмельницька область       | Ярмолинецький                     | Міністр лісового господарства УРСР |                                                                    |
| Лутак Іван Кіндратович                  | Кримська область          | Сімферопольський                  | 2-й секретар ЦК КПУ |                                                                    |
| Луців Зіновій Дмитрович                 | Тернопільська область     | Бучацький                         | Слюсар Бучацького спиртокрохмального комбінату                                                                                        |                                                                    |
| Люшненко Феодосія Миколаївна            | Житомирська область       | Володарсько-Волинський            | Ланкова колгоспу імені Леніна (Червоноармійського району)                                                                             |                                                                    |
| Лябога Іван Юхимович                    | Харківська область        | Тракторозаводський                | 1-й секретар Харківського міського комітету КПУ                                                                                       |                                                                    |
| Ляшко Олександр Павлович                | Донецька область          | Куйбишевський                     | Голова Президії Верховної Ради УРСР                                                                                                   |                                                                    |
| Майборода Георгій Іларіонович           | Запорізька область        | Вільнянський                      | Композитор |                                                                    |
| Макогон Анатолій Іванович               | Дніпропетровська область  | Павлоградський міський            | Бригадир прохідників шахти «Західно-Донбаська» (м. Павлоград)                                                                         |                                                                    |
| Максименко Дмитро Павлович              | Кіровоградська область    | Кіровоградський                   | 2-й секретар Кіровоградського обласного комітету КПУ                                                                                  |                                                                    |
| Максимович Микола Григорович            | Львівська область         | Львівський-Червоноармійський      | Ректор Львівського державного університету імені Івана Франка                                                                         |                                                                    |
| Макухін Олексій Наумович                | Кримська область          | Феодосійський                     | 2-й секретар Кримського обласного комітету КПУ                                                                                        |                                                                    |
| Маленкін Андрій Сергійович              | Запорізька область        | Пологівський                      | Голова Комітету народного контролю Ради Міністрів УРСР                                                                                |                                                                    |
| Манжула Анатолій Олександрович          | Ворошиловградська область | Антрацитівський                   | Начальник комбінату «Донбасантрацит» (м. Красний Луч)                                                                                 |                                                                    |
| Маньківська Зінаїда Михайлівна          | Київ                      | Залізничний                       | Швачка Київської трикотажної фірми імені Рози Люксембург                                                                              |                                                                    |
| Маринич Олександр Мефодійович           | Одеська область           | Роздільнянський                   | Міністр освіти УРСР |                                                                    |
| Матолич Роман Михайлович                | Львівська область         | Дрогобицький                      | Старший оператор виробничого об'єднання «Дрогобичнафтопереробка»                                                                      |                                                                    |
| Махиня Михайло Михайлович               | Донецька область          | Краснопрофінтернівський           | 1-й заступник голови Держплану УРСР                                                                                                   |                                                                    |
| Мацалак Микола Миколайович              | Івано-Франківська область | Долинський                        | Токар Бескидського лісопункту Вигодського лісокомбінату (Долинського району)                                                          |                                                                    |
| Мелимука Юрій Миколайович               | Тернопільська область     | Чортківський                      | 2-й секретар Тернопільського обласного комітету КПУ                                                                                   |                                                                    |
| Мельник Микола Оксентійович             | Ровенська область         | Здолбунівський                    | Машиніст локомотивного депо станції Здолбунів                                                                                         |                                                                    |
| Мельниченко Ганна Федорівна             | Чернігівська область      | Чернігівський-Заводський          | Бригадир штукатурів Чернігівського будівельно-монтажного управління                                                                   |                                                                    |
| Мельохін Олексій Дмитрович              | Вінницька область         | Іллінецький                       | Командувач 43-ї Вінницької Ракетної армії, генерал-лейтенант                                                                          |                                                                    |
| Миненко Микола Іванович                 | Полтавська область        | Полтавський                       | Комбайнер колгоспу «Більшовик» (Новосанжарського району)                                                                              |                                                                    |
| Миронов Василь Петрович                 | Донецька область          | Пролетарський-Калінінський        | Голова виконкому Донецької міської ради                                                                                               |                                                                    |
| Михайлов Микола Миколайович             | Черкаська область         | Звенигородський                   | Міністр сільського будівництва УРСР                                                                                                   |                                                                    |
| Мишковець Марія Гервасіївна             | Волинська область         | Ковельський                       | Швачка Ковельської швейної фабрики |                                                                    |
| Мінаєв Іван Григорович                  | Ворошиловградська область | Вахрушевський                     | Начальник комбінату «Ворошиловградважбуд»                                                                                             |                                                                    |
| Мічуріна Аліна Григорівна               | Херсонська область        | Дніпровський                      | Прядильниця Херсонського бавовняного комбінату                                                                                        |                                                                    |
| Могильченко Григорій Сергійович         | Харківська область        | Лозівський                        | Голова колгоспу імені Орджонікідзе (Лозівського району)                                                                               |                                                                    |
| Момотенко Микола Петрович               | Чернігівська область      | Ріпкинський                       | Голова Українського об'єднання Ради Міністрів УРСР «Укрсільгосптехніка»                                                               |                                                                    |
| Мордовцев Григорій Олексійович          | Ворошиловградська область | Кадіївський                       | Бригадир комплексної гірничопрохідницької бригади шахти імені Чеснокова тресту «Кадіїввугілля»                                        |                                                                    |
| Мунтян Георгій Захарович                | Миколаївська область      | Центральний                       | Бригадир монтажників домобудівного комбінату тресту «Миколаївжитлобуд»                                                                |                                                                    |
| Муратов Федір Спиридонович              | Сумська область           | Охтирський                        | Голова колгоспу імені Г. Петровського (Охтирського району)                                                                            |                                                                    |
| Мусієнко Іван Васильович                | Чернівецька область       | Глибоцький                        | Голова виконкому Чернівецької обласної ради                                                                                           | 10 січня 1974 склав повноваження                                   |
| Мушинський Антон Олександрович          | Вінницька область         | Тиврівський                       | Слюсар-наладчик Степанівського цукрового заводу (Вінницького району)                                                                  |                                                                    |
| Назаренко Іван Дмитрович                | Полтавська область        | Миргородський                     | Директор Інституту історії партії ЦК КПУ                                                                                              |                                                                    |
| Науменко Андрій Михайлович              | Сумська область           | Середино-Будський                 | Голова виконкому Сумської обласної ради                                                                                               |                                                                    |
| Небукін Василь Іванович                 | Донецька область          | Єнакіївський                      | Старший вальцювальник Єнакіївського металургійного заводу                                                                             |                                                                    |
| Неізвєстний Микола Олександрович        | Одеська область           | Котовський                        | 2-й секретар Одеського обласного комітету КПУ                                                                                         |                                                                    |
| Неліна Тетяна Гаврилівна                | Сумська область           | Роменський міський                | Заступник головного лікаря Роменської центральної районної лікарні                                                                    |                                                                    |
| Нестеренко Віктор Михайлович            | Запорізька область        | Запорізький-Ленінський            | Бригадир складальників Запорізького трансформаторного заводу                                                                          |                                                                    |
| Нестеренко Ганна Дмитрівна              | Ровенська область         | Дубнівський                       | Директор Вербської школи-інтернату Дубнівського району                                                                                |                                                                    |
| Нестерчук Марія Наумівна                | Ровенська область         | Дубровицький                      | Ланкова комсомольсько-молодіжної ланки колгоспу «Світанок» (Дубровицького району)                                                     |                                                                    |
| Нікітіна Лідія Михайлівна               | Кримська область          | Сакський                          | Старший апаратник Сакського хімічного заводу                                                                                          |                                                                    |
| Ніколаєв Микола Федорович               | Ворошиловградська область | Первомайський                     | Завідувач відділу важкої промисловості ЦК КПУ                                                                                         |                                                                    |
| Ніколашин Микола Олександрович          | Вінницька область         | Жмеринський                       | Машиніст Жмеринського локомотивного депо                                                                                              |                                                                    |
| Новаковець Степан Денисович             | Ровенська область         | Гощанський                        | Голова виконкому Ровенської обласної ради                                                                                             |                                                                    |
| Новиков Федір Макарович                 | Дніпропетровська область  | Криворізький-Жовтневий            | Бурильник-інструктор шахти «Більшовик» Криворізького рудоуправління імені Комінтерну                                                  |                                                                    |
| Носа Михайло Іванович                   | Закарпатська область      | Тячівський                        | Голова виконкому Дубівської селищної ради Тячівського району                                                                          |                                                                    |
| Ночовкін Анатолій Петрович              | Донецька область          | Макіївський-Совєтський            | 1-й секретар Макіївського міського комітету КПУ                                                                                       |                                                                    |
| Овчаренко Ніна Олександрівна            | Ворошиловградська область | Брянківський                      | Штукатур-маляр Брянківського будівельного управління тресту «Кадіївжитлобуд»                                                          |                                                                    |
| Овчаренко Федір Данилович               | Донецька область          | Харцизький                        | Секретар ЦК КПУ |                                                                    |
| Окіпна Валентина Володимирівна          | Київська область          | Білоцерківський                   | Голова колгоспу імені XXIV з'їзду КПРС (Білоцерківського району)                                                                      |                                                                    |
| Олексієнко Олександра Андріївна         | Житомирська область       | Попільнянський                    | Голова Саверецької сільської ради Попільнянського району                                                                              |                                                                    |
| Ольшанська Софія Гнатівна               | Львівська область         | Яворівський                       | Ланкова колгоспу імені Т. Шевченка (Яворівського району)                                                                              |                                                                    |
| Онищенко Олександр Павлович             | Житомирська область       | Коростишівський                   | 2-й секретар Житомирського обласного комітету КПУ                                                                                     |                                                                    |
| Опанасюк Дмитро Григорович              | Ровенська область         | Млинівський                       | Завідувач відділу адміністративних органів ЦК КПУ                                                                                     |                                                                    |
| Опеха Віра Іванівна                     | Київ                      | Дніпровський                      | Бригадир малярів Київського спеціалізованого будівельного управління тресту «Київміськбуд-5»                                          |                                                                    |
| Орел Іван Зіновійович                   | Тернопільська область     | Теребовлянський                   | Завідувач відділу пропаганди і агітації ЦК КПУ                                                                                        |                                                                    |
| Осипова Людмила Вікторівна              | Харківська область        | Ленінський                        | Швачка Харківської фабрики імені Тинякова                                                                                             |                                                                    |
| Панасюк Надія Степанівна                | Волинська область         | Горохівський                      | Свинарка колгоспу імені Богдана Хмельницького (Горохівського району)                                                                  |                                                                    |
| Пасічник Раїса Василівна                | Вінницька область         | Ямпільський                       | Заступник голови колгоспу імені ХХ з'їзду КПРС (Томашпільського району)                                                               |                                                                    |
| Патон Борис Євгенович                   | Донецька область          | Калінінський                      | Президент Академії наук УРСР, директор Інституту електрозварювання імені Є. О. Патона АН УРСР                                         |                                                                    |
| Пахомов Ілля Володимирович              | Харківська область        | Орджонікідзевський                | Директор Харківського заводу «Електроважмаш» імені В. І. Леніна                                                                       | 4 травня 1975 помер                                                |
| Пашков Валентин Іванович                | Кримська область          | Нахімовський                      | 1-й секретар Севастопольського міського комітету КПУ                                                                                  |                                                                    |
| Пашкова Віра Тимофіївна                 | Харківська область        | Дергачівський                     | Вчителька Дергачівської середньої школи № 2 Дергачівського району                                                                     |                                                                    |
| Пащенко Тетяна Павлівна                 | Київська область          | Яготинський                       | Бригадир Яготинської птахофабрики |                                                                    |
| Передерій Ольга Іванівна                | Запорізька область        | Мелітопольський                   | 1-й секретар Мелітопольського районного комітету КПУ                                                                                  |                                                                    |
| Перепічаєнко Раїса Степанівна           | Дніпропетровська область  | Васильківський                    | Майстер Покровського сирзаводу |                                                                    |
| Петренко Павло Максимович               | Чернівецька область       | Сторожинецький                    | Член Військової ради — начальник Політуправління Південної групи військ, генерал-лейтенант                                            |                                                                    |
| Петренко Семен Якович                   | Донецька область          | Добропільський                    | Начальник комбінату «Красноармійськвугілля» (м. Новоекономічне)                                                                       |                                                                    |
| Петрик Алла Павлівна                    | Полтавська область        | Лубенський                        | Заточувальниця Лубенського верстатобудівного заводу «Комунар»                                                                         |                                                                    |
| Пилипенко Іван Євлампійович             | Волинська область         | Любомльский                       | 2-й секретар Волинського обласного комітету КПУ                                                                                       |                                                                    |
| Піляєв Валентин Антонович               | Одеська область           | Кілійський                        | Начальник Радянського Дунайського пароплавства                                                                                        |                                                                    |
| Підопригора Валентина Григорівна        | Харківська область        | Гагарінський                      | Токар Харківського заводу транспортного машинобудування імені Малишева                                                                |                                                                    |
| Піхтерєв Володимир Микитович            | Донецька область          | Кіровський                        | Бригадир комплексної бригади робітників очисного вибою шахти імені Абакумова комбінату «Донецьквугілля»                               |                                                                    |
| Пічкар Микола Михайлович                | Закарпатська область      | Ужгородський                      | Закрійник Ужгородської взуттєвої фабрики                                                                                              |                                                                    |
| Пічужкін Михайло Сергійович             | Дніпропетровська область  | Павлоградський                    | 2-й секретар Дніпропетровського обласного комітету КПУ                                                                                |                                                                    |
| Площенко Володимир Дмитрович            | Сумська область           | Сумський міський                  | Міністр комунального господарства УРСР                                                                                                |                                                                    |
| Плютинський Володимир Антонович         | Ровенська область         | Ровенський                        | Голова колгоспу «Зоря комунізму» (Ровенського району)                                                                                 |                                                                    |
| Побєгайло Костянтин Михайлович          | Ворошиловградська область | Лутугинський                      | Міністр енергетики і електрифікації УРСР                                                                                              | 31 серпня 1971 помер                                               |
| Побігуця Павло Тимофійович              | Одеська область           | Ізмаїльський                      | Голова виконкому Ізмаїльської районної ради                                                                                           |                                                                    |
| Поведа Галина Антонівна                 | Хмельницька область       | Шепетівський                      | Апаратниця Шепетівського цукрового комбінату                                                                                          |                                                                    |
| Погорєлов Олексій Васильович            | Харківська область        | Вузівський                        | Завідувач відділу Фізико-технічного інституту низьких температур Академії наук УРСР                                                   |                                                                    |
| Погребняк Петро Леонтійович             | Полтавська область        | Кобеляцький                       | Міністр сільського господарства УРСР                                                                                                  |                                                                    |
| Покальчук Антон Федосійович             | Тернопільська область     | Кременецький                      | Голова Українського республіканського комітету ДТСААФ УРСР, генерал-майор                                                             |                                                                    |
| Політицький Анатолій Петрович           | Кримська область          | Білогірський                      | Бригадир садівничої бригади колгоспу імені XXI з'їзду КПРС (Білогірського району)                                                     |                                                                    |
| Полтавський Сергій Єфремович            | Чернівецька область       | Вижницький                        | Водій лісовоза Берегометського лісокомбінату імені 50-річчя Радянської України (Вижницького району)                                   |                                                                    |
| Пономаренко Анастасія Петрівна          | Дніпропетровська область  | Царичанський                      | Пташниця Дніпропетровської птахофабрики (Дніпропетровського району)                                                                   |                                                                    |
| Попіль Таїсія Францівна                 | Хмельницька область       | Полонський                        | Машиніст агрегату Понінківського целюльозно-паперового комбінату (Полонського району)                                                 |                                                                    |
| Попльовкін Трохим Трохимович            | Кримська область          | Красноперекопський                | Міністр радгоспів УРСР |                                                                    |
| Попович Павло Романович                 | Київська область          | Сквирський                        | Льотчик-космонавт СРСР |                                                                    |
| Постольник Лідія Іванівна               | Дніпропетровська область  | Синельниківський                  | Свинарка колгоспу імені В. Леніна (Синельниківського району)                                                                          |                                                                    |
| Походін Віктор Пилипович                | Одеська область           | Тарутинський                      | Виконувач обов'язків голови виконкому Одеської обласної ради                                                                          |                                                                    |
| Притуп Уляна Олександрівна              | Чернігівська область      | Козелецький                       | Завідувачка свиноферми колгоспу «Авангард» (Козелецького району)                                                                      |                                                                    |
| Приходько Варвара Миколаївна            | Донецька область          | Великоновосілківський             | Ланкова колгоспу імені Горького (Великоновосілківського району)                                                                       |                                                                    |
| Прищепа Іван Кузьмич                    | Чернігівська область      | Менський                          | Голова колгоспу «Родина» (Менського району)                                                                                           |                                                                    |
| Прокопенко Іван Борисович               | Київ                      | Щербаковський                     | Дюральник Київського авіаційного заводу                                                                                               |                                                                    |
| Прокопова Надія Миколаївна              | Черкаська область         | Чигиринський                      | Інженер-технолог Кам'янського машинобудівного заводу                                                                                  |                                                                    |
| Проценко Діна Йосипівна                 | Херсонська область        | Великолепетиський                 | Голова виконкому Херсонської обласної ради                                                                                            |                                                                    |
| Пучковська Надія Олександрівна          | Одеська область           | Приморський                       | Директор Українського науково-дослідного експериментального інституту очних хворіб і тканинної терапії імені академіка В. П. Філатова |                                                                    |
| П'янков Євген Олександрович             | Запорізька область        | Запорізький-Жовтневий             | 1-й секретар Запорізького міського комітету КПУ                                                                                       |                                                                    |
| Радзієвський Іван Іванович              | Київ                      | Подільський                       | Бригадир фрезерувальників Київського заводу «Ленінська кузня»                                                                         |                                                                    |
| Радіонова Валентина Іванівна            | Одеська область           | Іллічівський                      | Бригадир бригади шліфувальників Одеського заводу радіально-свердлильних верстатів імені В. І. Леніна                                  |                                                                    |
| Ратушна Галина Єлисеївна                | Запорізька область        | Оріхівський                       | Доярка колгоспу «Росія» (Оріхівського району)                                                                                         |                                                                    |
| Рейтаровська Ганна Порфирівна           | Запорізька область        | Приазовський                      | Завідувачка тваринницької ферми колгоспу імені Ватутіна (Якимівського району)                                                         | 21 серпня 1973 померла                                             |
| Ремесло Василь Миколайович              | Київська область          | Кагарлицький                      | Директор Миронівського науково-дослідного інституту селекції і насінництва пшениці                                                    |                                                                    |
| Репа Ганна Андріївна                    | Донецька область          | Ясинуватський                     | Доярка колгоспу «Червоний хлібороб» (Ясинуватського району)                                                                           |                                                                    |
| Рибак Юрій Петрович                     | Житомирська область       | Житомирський міський              | Столяр Житомирського меблевого комбінату                                                                                              |                                                                    |
| Рижук Марія Матвіївна                   | Київська область          | Тетіївський                       | Бригадир рільничої бригади колгоспу «Шлях до комуни» (Тетіївського району)                                                            |                                                                    |
| Рилов Василь Васильович                 | Сумська область           | Сумський                          | Бригадир монтажників спецуправління тресту «Харківстальконструкція» (м. Суми)                                                         |                                                                    |
| Римар Володимир Павлович                | Харківська область        | Балаклійський                     | Буровий майстер Шебелинського управління бурових робіт                                                                                |                                                                    |
| Ричко Василь Власович                   | Черкаська область         | Корсунь-Шевченківський            | 2-й секретар Черкаського обласного комітету КПУ                                                                                       |                                                                    |
| Розенко Петро Якимович                  | Ворошиловградська область | Лисичанський                      | Заступник Голови Ради Міністрів УРСР, голова Держплану УРСР                                                                           |                                                                    |
| Романчук Анатолій Олександрович         | Волинська область         | Луцький                           | Токар Луцького автомобільного заводу                                                                                                  |                                                                    |
| Романюк Олександр Іванович              | Херсонська область        | Скадовський                       | Ланковий механізованої ланки колгоспу «Нове життя» (Скадовського р-н)                                                                 |                                                                    |
| Руденко Яків Кузьмич                    | Миколаївська область      | Жовтневий                         | Завідувач відділу оборонної промисловості ЦК КПУ                                                                                      |                                                                    |
| Руднєв Іван Семенович                   | Кримська область          | Ленінський                        | Член Військової ради — начальник Політуправління Чорноморського флоту, віце-адмірал                                                   |                                                                    |
| Русанова Поліна Митрофанівна            | Донецька область          | Макіївський-Центральноміський     | Затяжниця Макіївського філіалу Донецького виробничого об'єднання взуттєвих підприємств                                                |                                                                    |
| Русин Василь Павлович                   | Закарпатська область      | Іршавський                        | Голова виконкому Закарпатської обласної ради                                                                                          |                                                                    |
| Русина Надія Пилипівна                  | Чернігівська область      | Борзнянський                      | Головний лікар Шаповалівської дільничної лікарні Борзнянського району                                                                 |                                                                    |
| Рябокляч Андрій Карпович                | Житомирська область       | Малинський                        | Відповідальний редактор газети «Радянська Україна»                                                                                    |                                                                    |
| Савченко Марія Харитонівна              | Сумська область           | Лебединський                      | Завідувачка молочнотоварної ферми колгоспу імені Леніна (Лебединського району)                                                        |                                                                    |
| Савчин Марія Володимирівна              | Львівська область         | Кам'янсько-Бузький                | Ланкова колгоспу імені Жданова (Кам'янсько-Бузького району)                                                                           |                                                                    |
| Сайковська Галина Кирилівна             | Харківська область        | Московський                       | Електромонтажниця Харківського електромеханічного заводу                                                                              |                                                                    |
| Самокиш Леонід Михайлович               | Донецька область          | Ленінський                        | Сталевар Донецького металургійного заводу імені В. І. Леніна                                                                          |                                                                    |
| Санов Микола Михайлович                 | Кіровоградська область    | Ульяновський                      | Міністр харчової промисловості УРСР                                                                                                   |                                                                    |
| Сдержиков Федір Семенович               | Донецька область          | Горлівський-Микитівський          | 1-й секретар Горлівського міського комітету КПУ                                                                                       |                                                                    |
| Северинов Кузьма Антипович              | Донецька область          | Новоекономічний                   | Бригадир робітників очисного вибою шахти № 5-6 імені Димитрова комбінату «Красноармійськвугілля»                                      |                                                                    |
| Семенов Іван Петрович                   | Одеська область           | Любашівський                      | Член Військової ради — начальник Політуправління Одеського військового округу, генерал-лейтенант                                      |                                                                    |
| Семичасний Володимир Юхимович           | Сумська область           | Недригайлівський                  | 1-й заступник Голови Ради Міністрів УРСР                                                                                              |                                                                    |
| Сергєєв Володимир Григорович            | Харківська область        | Київський                         | Начальник Харківського конструкторського бюро з радіоелектроніки                                                                      |                                                                    |
| Сєнніков Анатолій Антонович             | Вінницька область         | Липовецький                       | Міністр м'ясної і молочної промисловості УРСР                                                                                         |                                                                    |
| Синиця Михайло Софронович               | Черкаська область         | Канівський                        | Начальник Головного управління річкового флоту при Раді Міністрів УРСР                                                                |                                                                    |
| Сипітий Костянтин Мартинович            | Донецька область          | Горлівський                       | Бригадир комплексної бригади будівельного управління № 1 тресту «Горлівськжитлобуд»                                                   |                                                                    |
| Сінченко Георгій Захарович              | Хмельницька область       | Білогірський                      | Міністр зв'язку УРСР |                                                                    |
| Сінько Віра Антонівна                   | Чернігівська область      | Чернігівський міський             | Ткаля Чернігівського камвольно-суконного комбінату імені 50-річчя Радянської України                                                  |                                                                    |
| Сіробаба Володимир Якович               | Донецька область          | Слов'янський                      | Відповідальний редактор газети «Правда Украины»; голова правління Спілки журналістів України                                          |                                                                    |
| Слєсар Людмила Трохимівна               | Дніпропетровська область  | П'ятихатський                     | Завідувачка ферми колгоспу «Україна» (П'ятихатського району)                                                                          |                                                                    |
| Смолич Юрій Корнійович                  | Одеська область           | Університетський                  | Письменник, голова правління Спілки письменників України                                                                              |                                                                    |
| Снігур Домніка Олександрівна            | Чернівецька область       | Новоселицький                     | Ланкова колгоспу імені Леніна (Новоселицького району)                                                                                 |                                                                    |
| Соболь Микола Олександрович             | Харківська область        | Ізюмський                         | 1-й заступник Голови Ради Міністрів УРСР                                                                                              |                                                                    |
| Соколан Іван Антонович                  | Кіровоградська область    | Бобринецький                      | Тракторист радгоспу імені Рози Люксембург (Бобринецького району)                                                                      |                                                                    |
| Соколов Іван Захарович                  | Харківська область        | Сахновщинський                    | 2-й секретар Харківського обласного комітету КПУ                                                                                      |                                                                    |
| Соловець Євгенія Пилипівна              | Кримська область          | Керченський                       | Бригадир Керченського будівельного управління тресту «Керчметалургбуд»                                                                |                                                                    |
| Соловйов Леонід Олександрович           | Ворошиловградська область | Попаснянський                     | Машиніст локомотивного депо Попасна Донецької залізниці                                                                               |                                                                    |
| Сологуб Віталій Олексійович             | Донецька область          | Горлівський-Центральний           | Голова Української республіканської ради професійних спілок                                                                           |                                                                    |
| Сорочан Микола Антонович                | Миколаївська область      | Заводський                        | Бригадир електрозварювальників Чорноморського суднобудівного заводу імені Носенка                                                     |                                                                    |
| Средін Геннадій Васильович              | Львівська область         | Бродівський                       | Член Військової ради — начальник Політуправління Прикарпатського військового округу, генерал-лейтенант                                |                                                                    |
| Старунський Володимир Гордійович        | Київська область          | Переяслав-Хмельницький            | Міністр торгівлі УРСР |                                                                    |
| Стасюк Денис Іванович                   | Чернівецька область       | Кіцманський                       | Голова колгоспу імені Леніна (Кіцманського району)                                                                                    |                                                                    |
| Стафійчук Іван Йосипович                | Львівська область         | Сколівський                       | Міністр заготівель УРСР |                                                                    |
| Стеблюк Іван Іванович                   | Кримська область          | Залізничний                       | Машиніст Сімферопольського локомотивного депо                                                                                         |                                                                    |
| Стеньгач Віталій Володимирович          | Хмельницька область       | Дунаєвецький                      | Голова колгоспу «Україна» (Дунаєвецького району)                                                                                      |                                                                    |
| Степаненко Ігор Дмитрович               | Вінницька область         | Калинівський                      | Заступник Голови Ради Міністрів УРСР                                                                                                  |                                                                    |
| Стефаник Лука Юрійович                  | Івано-Франківська область | Городенківський                   | Голова колгоспу імені 17 Вересня (Городенківського району)                                                                            |                                                                    |
| Стеценко Степан Омелянович              | Черкаська область         | Черкаський-Придніпровський        | 1-й заступник голови Президії Верховної Ради УРСР                                                                                     |                                                                    |
| Стоян Надія Опанасівна                  | Миколаївська область      | Новобузький                       | Механік по техніці безпеки колгоспу імені Леніна (Березнегуватського району)                                                          |                                                                    |
| Стратонов Микола Степанович             | Ворошиловградська область | Артемівський                      | 1-й секретар Ворошиловградського міського комітету КПУ                                                                                | 26 червня 1974 склав повноваження                                  |
| Стрельцов Василь Омелянович             | Дніпропетровська область  | Верхньодніпровський               | 1-й секретар Верхньодніпровського районного комітету КПУ                                                                              |                                                                    |
| Ступаченко Таїса Антонівна              | Миколаївська область      | Миколаївський                     | Бригадир садово-виноградарської бригади радгоспу «Радсад» (Миколаївського району)                                                     |                                                                    |
| Сукачов Борис Іванович                  | Сумська область           | Роменський                        | Бригадир тракторної бригади колгоспу «Більшовик» (Роменського району)                                                                 |                                                                    |
| Сюсюкова Марія Петрівна                 | Запорізька область        | Кам'янсько-Дніпровський           | Ланкова радгоспу «Дніпровський» (Кам'янсько-Дніпровського району)                                                                     |                                                                    |
| Тарадайко Всеволод Семенович            | Донецька область          | Пролетарський                     | Начальник комбінату «Донецьквугілля»                                                                                                  |                                                                    |
| Тарасенко Петро Антонович               | Дніпропетровська область  | Ленінський                        | Старший майстер Дніпропетровського металургійного заводу імені Г. Петровського                                                        |                                                                    |
| Тарасюк Клавдія Іванівна                | Вінницька область         | Вінницький                        | Швачка Вінницької швейної фабрики |                                                                    |
| Телішевський Тимофій Дмитрович          | Львівська область         | Старосамбірський                  | Голова виконкому Львівської обласної ради                                                                                             |                                                                    |
| Тендітник Дмитро Іванович               | Полтавська область        | Зіньківський                      | Бригадир тракторної бригади колгоспу «Україна» (Зіньківського району)                                                                 |                                                                    |
| Тимошина Марія Власівна                 | Хмельницька область       | Славутський                       | Ливарниця Славутського заводу «Будфаянс»                                                                                              |                                                                    |
| Титаренко Олексій Антонович             | Запорізька область        | Бердянський міський               | Секретар ЦК КПУ |                                                                    |
| Тичинін Віктор Сергійович               | Харківська область        | Барвінківський                    | Начальник Головного управління Ради Міністрів УРСР по матеріально-технічному постачанню                                               |                                                                    |
| Тишковець Килина Олексіївна             | Ровенська область         | Володимирецький                   | Ланкова льонарської ланки колгоспу «Жовтень» (Володимирецького району)                                                                |                                                                    |
| Товстановський Олександр Іванович       | Хмельницька область       | Ізяславський                      | 2-й секретар Хмельницького обласного комітету КПУ                                                                                     |                                                                    |
| Тонкошкур Василь Антонович              | Київська область          | Миронівський                      | 1-й секретар Миронівського районного комітету КПУ                                                                                     |                                                                    |
| Тороповська Лідія Іванівна              | Харківська область        | Валківський                       | Доярка радгоспу Новоіванівського цукрового комбінату (Валківського району)                                                            |                                                                    |
| Тронько Петро Тимофійович               | Волинська область         | Рожищенський                      | Заступник Голови Ради Міністрів УРСР                                                                                                  |                                                                    |
| Трохименко Марія Антонівна              | Вінницька область         | Гайсинський                       | Доярка колгоспу «Росія» (Теплицького району)                                                                                          |                                                                    |
| Трохимчук Степан Максимович             | Житомирська область       | Любарський                        | Голова колгоспу «Нова перемога» (Любарського району)                                                                                  |                                                                    |
| Трутнєв Анатолій Петрович               | Запорізька область        | Бердянський                       | 2-й секретар Запорізького обласного комітету КПУ                                                                                      |                                                                    |
| Турик Микола Антонович                  | Ворошиловградська область | Жовтневий                         | Директор Ворошиловградського тепловозобудівного заводу імені Жовтневої революції                                                      |                                                                    |
| Уланов Анатолій Андрійович              | Дніпропетровська область  | Кіровський                        | Завідувач відділу організаційно-партійної роботи ЦК КПУ                                                                               |                                                                    |
| Устянська Галина Андріївна              | Миколаївська область      | Первомайський                     | Доярка колгоспу «Перемога» (Первомайського району)                                                                                    |                                                                    |
| Ухналь Алла Миколаївна                  | Полтавська область        | Полтавський-Жовтневий             | Випробувач електричних двигунів Полтавського електромеханічного заводу «Електромотор»                                                 |                                                                    |
| Ушакова Лариса Олександрівна            | Донецька область          | Залізничний                       | Старший науковий співробітник Донецького науково-дослідного вугільного інституту                                                      |                                                                    |
| Фаль Галина Петрівна                    | Івано-Франківська область | Коломийський                      | Фрезерувальниця Коломийського заводу сільськогосподарських машин                                                                      |                                                                    |
| Фастенко Євдокія Іванівна               | Дніпропетровська область  | Нагірний                          | Швачка Дніпропетровського виробничого об'єднання взуттєвих підприємств                                                                |                                                                    |
| Фатовенко Любов Василівна               | Кіровоградська область    | Олександрійський                  | Доярка колгоспу «Ленінським шляхом» (Олександрійського району)                                                                        |                                                                    |
| Федан Всеволод Іванович                 | Львівська область         | Нестеровський                     | Завідувач сільськогосподарського відділу ЦК КПУ                                                                                       |                                                                    |
| Фесенко Володимир Єлисейович            | Київ                      | Ждановський                       | Начальник Управління Комітету державної безпеки при Раді Міністрів УРСР по Київській області, генерал-майор                           |                                                                    |
| Фостій Марія Йосипівна                  | Тернопільська область     | Бережанський                      | Заступник директора по навчально-виховній роботі Завалівської середньої школи Бережанського району                                    |                                                                    |
| Фтома Йосип Васильович                  | Львівська область         | Перемишлянський                   | Бригадир рільничої бригади колгоспу «Росія» (Перемишлянського району)                                                                 |                                                                    |
| Фурман Микола Корнійович                | Вінницька область         | Мурованокуриловецький             | 2-й секретар Вінницького обласного комітету КПУ                                                                                       |                                                                    |
| Фурс Ігор Леонідович                    | Дніпропетровська область  | Заводський                        | 1-й секретар Дніпродзержинського міського комітету КПУ                                                                                |                                                                    |
| Фучко Василь Іванович                   | Івано-Франківська область | Івано-Франківський                | Лікар Івано-Франківської районної лікарні                                                                                             |                                                                    |
| Хавренко Василь Михайлович              | Дніпропетровська область  | Тернівський                       | Бригадир прохідницької бригади шахти «Нова» Східного гірничозбагачувального комбінату                                                 |                                                                    |
| Хижняк Любов Павлівна                   | Одеська область           | Ленінський                        | Пресувальниця Одеського цукрорафінадного заводу                                                                                       |                                                                    |
| Хільченко Віктор Петрович               | Черкаська область         | Смілянський                       | Слюсар Смілянського електромеханічного ремонтного заводу імені Т. Г. Шевченка                                                         |                                                                    |
| Хоменко Василь Олексійович              | Житомирська область       | Дзержинський                      | Директор Баранівського фарфорового заводу                                                                                             |                                                                    |
| Хорунжий Михайло Васильович             | Запорізька область        | Токмацький                        | Голова виконкому Запорізької обласної ради                                                                                            |                                                                    |
| Худолій Іван Петрович                   | Вінницька область         | Вінницький Староміський           | Директор Вінницького хімічного комбінату імені Я. М. Свердлова                                                                        |                                                                    |
| Царик Григорій Якович                   | Київ                      | Печерський                        | Токар-лекальник Київського заводу «Арсенал» імені В. І. Леніна                                                                        | 30 червня 1974 помер                                               |
| Цвєтков Віктор Васильович               | Чернівецька область       | Чернівецький-Першотравневий       | Завідувач відділу науки і навчальних закладів ЦК КПУ                                                                                  |                                                                    |
| Цибко Людмила Михайлівна                | Хмельницька область       | Кам'янець-Подільський міський     | Швачка Кам'янець-Подільської швейної фабрики                                                                                          |                                                                    |
| Чалий Василь Опанасович                 | Харківська область        | Залізничний                       | Машиніст локомотивного депо імені С. М. Кірова станції Основа                                                                         |                                                                    |
| Чемодуров Трохим Миколайович            | Кримська область          | Ялтинський                        | Голова виконкому Кримської обласної ради                                                                                              |                                                                    |
| Червонюк Євген Іванович                 | Харківська область        | Мерефянський                      | Артист Харківського державного театру опери та балету імені М. Лисенка                                                                |                                                                    |
| Черемисов Микола Гаврилович             | Донецька область          | Новокраматорський                 | Токар Новокраматорського машинобудівного заводу імені В. І. Леніна                                                                    |                                                                    |
| Чернега Людмила Василівна               | Кіровоградська область    | Кіровоградський-Червонозорівський | Токар Кіровоградського заводу «Червона Зірка»                                                                                         |                                                                    |
| Чечотка Раїса Степанівна                | Донецька область          | Краматорський                     | Свердлувальниця Старокраматорського машинобудівного заводу імені Серго Орджонікідзе                                                   |                                                                    |
| Чешенко Лідія Григорівна                | Одеська область           | Саратський                        | Бригадир виноградарської бригади винрадгоспу «Южний» (Саратського району)                                                             |                                                                    |
| Чиж Володимир Пилипович                 | Дніпропетровська область  | Петропавлівський                  | Начальник штабу — заступник начальника цивільної оборони УРСР, генерал-полковник                                                      |                                                                    |
| Чолавін Гаврило Іванович                | Львівська область         | Сокальський                       | Бригадир тракторної бригади колгоспу «Україна» (Сокальського району)                                                                  |                                                                    |
| Чумак Валентина Валеріанівна            | Хмельницька область       | Хмельницький                      | Заточувальниця Хмельницького заводу «Трактородеталь»                                                                                  |                                                                    |
| Чухлєб Тамара Василівна                 | Донецька область          | Слов'янський міський              | Пресувальниця Слов'янського керамічного комбінату                                                                                     |                                                                    |
| Шалімов Олександр Олексійович           | Київ                      | Ленінградський                    | Директор Київського науково-дослідного інституту гематології і переливання крові                                                      |                                                                    |
| Шаповаленко Борис Михайлович            | Ворошиловградська область | Старобільський                    | 1-й секретар Старобільського районного комітету КПУ                                                                                   |                                                                    |
| Шатілова Віра Василівна                 | Київ                      | Московський                       | Електромонтажниця Київського заводу «Комуніст»                                                                                        |                                                                    |
| Швайко Микола Йосипович                 | Донецька область          | Селидівський                      | Бригадир робітників очисного вибою шахти «Україна» комбінату «Красноармійськвугілля»                                                  |                                                                    |
| Шевель Георгій Георгійович              | Дніпропетровська область  | Софіївський                       | Міністр закордонних справ УРСР |                                                                    |
| Шевченко Надія Дмитрівна                | Київська область          | Іванківський                      | Вчителька Іванківської середньої школи                                                                                                |                                                                    |
| Шевченко Олександра Федорівна           | Київська область          | Києво-Святошинський               | Керуюча відділенням радгоспу «Бучанський» (Києво-Святошинського району)                                                               |                                                                    |
| Шевчук Григорій Іванович                | Хмельницька область       | Летичівський                      | Заступник Голови Ради Міністрів УРСР                                                                                                  |                                                                    |
| Шелест Петро Юхимович                   | Київ                      | Ленінський                        | 1-й секретар ЦК КПУ |                                                                    |
| Шеремета Катерина Федорівна             | Запорізька область        | Куйбишевський                     | Доярка колгоспу «Росія» (Куйбишевського району)                                                                                       |                                                                    |
| Шимчук Микола Максимович                | Волинська область         | Нововолинський                    | Бригадир робітників очисного вибою шахти «Нововолинська» комбінату «Укрзахідвугілля»                                                  |                                                                    |
| Шишова Наталія Михайлівна               | Херсонська область        | Новокаховський                    | Токар Новокаховського електромашинобудівного заводу                                                                                   |                                                                    |
| Шкідченко Петро Іванович                | Дніпропетровська область  | Новомосковський                   | Командувач 6-ї гвардійської танкової армії Київського військового округу, генерал-майор танкових військ                               |                                                                    |
| Шостак Григорій Данилович               | Київська область          | Білоцерківський міський           | 1-й секретар Білоцерківського міського комітету КПУ                                                                                   |                                                                    |
| Шпак Петро Федорович                    | Львівська область         | Бориславський                     | Міністр геології УРСР |                                                                    |
| Шпаковський Лев Костянтинович           | Дніпропетровська область  | Солонянський                      | Міністр побутового обслуговування населення УРСР                                                                                      |                                                                    |
| Шульгін Микола Павлович                 | Донецька область          | Волноваський                      | Міністр будівництва і експлуатації автомобільних шляхів УРСР                                                                          |                                                                    |
| Шурубура Валентина Василівна            | Чернігівська область      | Ніжинський                        | Електрозварювальниця Ніжинського заводу сільськогосподарського машинобудування «Ніжинсільмаш»                                         |                                                                    |
| Шуховська Мирослава-Ольга Володимирівна | Львівська область         | Миколаївський                     | Електрослюсар сировинного цеху Миколаївського цементно-гірничого комбінату                                                            |                                                                    |
| Щербицький Володимир Васильович         | Дніпропетровська область  | Багалійський                      | Голова Ради Міністрів УРСР |                                                                    |
| Щуцька Ніна Сафонівна                   | Вінницька область         | Барський                          | Пресувальниця Барського машинобудівного заводу                                                                                        |                                                                    |
| Юпко Лев Дмитрович                      | Запорізька область        | Запорізький-Шевченківський        | Директор Запорізького металургійного заводу «Запоріжсталь» імені Серго Орджонікідзе                                                   |                                                                    |
| Юрченко Ада Дмитрівна                   | Полтавська область        | Семенівський                      | Ланкова колгоспу «Маяк» (Оржицького району)                                                                                           |                                                                    |
| Юрчишин Ганна Степанівна                | Тернопільська область     | Заліщицький                       | Доярка колгоспу «Зоря комунізму» (Заліщицького району)                                                                                |                                                                    |
| Якименко Олександр Никифорович          | Харківська область        | Куп'янський                       | Голова Верховного Суду УРСР |                                                                    |
| Якубов Анатолій Михайлович              | Полтавська область        | Карлівський                       | 2-й секретар Полтавського обласного комітету КПУ                                                                                      |                                                                    |
| Ямщиков Олексій Михайлович              | Житомирська область       | Новоград-Волинський               | Командувач 8-ї танкової армії Прикарпатського військового округу, генерал-лейтенант                                                   |                                                                    |
| Яроцька Валентина Григорівна            | Львівська область         | Львівський-Залізничний            | Оксидувальниця Львівського заводу кінескопів                                                                                          |                                                                    |
| Ярощук Юхим Арсенійович                 | Волинська область         | Ратнівський                       | Голова виконкому Волинської обласної ради                                                                                             | 12 квітня 1972 помер                                               |
| Федченко Павло Максимович               | Ворошиловградська область | Лутугинський                      | Завідувач відділу культури ЦК КПУ | 28 листопада 1971 дообрано, 9 грудня 1971 повноваження затверджено |
| Гіренко Андрій Миколайович              | Одеська область           | Залізничний                       | 1-й секретар ЦК ЛКСМУ | 19 березня 1972 дообрано, 8 червня 1972 повноваження затверджено   |
| Грушецький Іван Самійлович              | Вінницька область         | Літинський                        | Голова Партійної комісії при ЦК КПУ                                                                                                   | 16 липня 1972 дообрано, 28 липня 1972 повноваження затверджено     |
| Церковний Іван Ілліч                    | Волинська область         | Ратнівський                       | Голова виконкому Волинської обласної ради                                                                                             | 16 липня 1972 дообрано, 28 липня 1972 повноваження затверджено     |
| Маланчук Валентин Юхимович              | Запорізька область        | Приазовський                      | Секретар ЦК КПУ | 21 жовтня 1973 дообрано, 20 грудня 1973 повноваження затверджено   |
| Присакару Марія Василівна               | Чернівецька область       | Глибоцький                        | Доярка радгоспу «Радянський прикордонник» (Глибоцького району)                                                                        | 8 вересня 1974 дообрано, 24 грудня 1974 повноваження затверджено   |
| Чернов Юрій Пилипович                   | Ворошиловградська область | Артемівський                      | Бригадир слюсарів-інструментальників Ворошиловградського емалювального заводу імені Артема                                            | 8 вересня 1974 дообрано, 24 грудня 1974 повноваження затверджено   |
| Щербина Віктор Петрович                 | Київ                      | Печерський                        | Токар Київського заводу «Арсенал» імені В. І. Леніна                                                                                  | 8 вересня 1974 дообрано, 24 грудня 1974 повноваження затверджено   |